# Teenage Father
Teenage Father é um filme de drama em curta-metragem estadunidense de 1978 dirigido e escrito por Taylor Hackford. Venceu o Oscar de melhor curta-metragem em live action na edição de 1979.

## Elenco
- Tim Wead - Pai
- Suzanne Crough - Mãe
- Susan Cronkite
- Wesley Thompson